# Goebernija

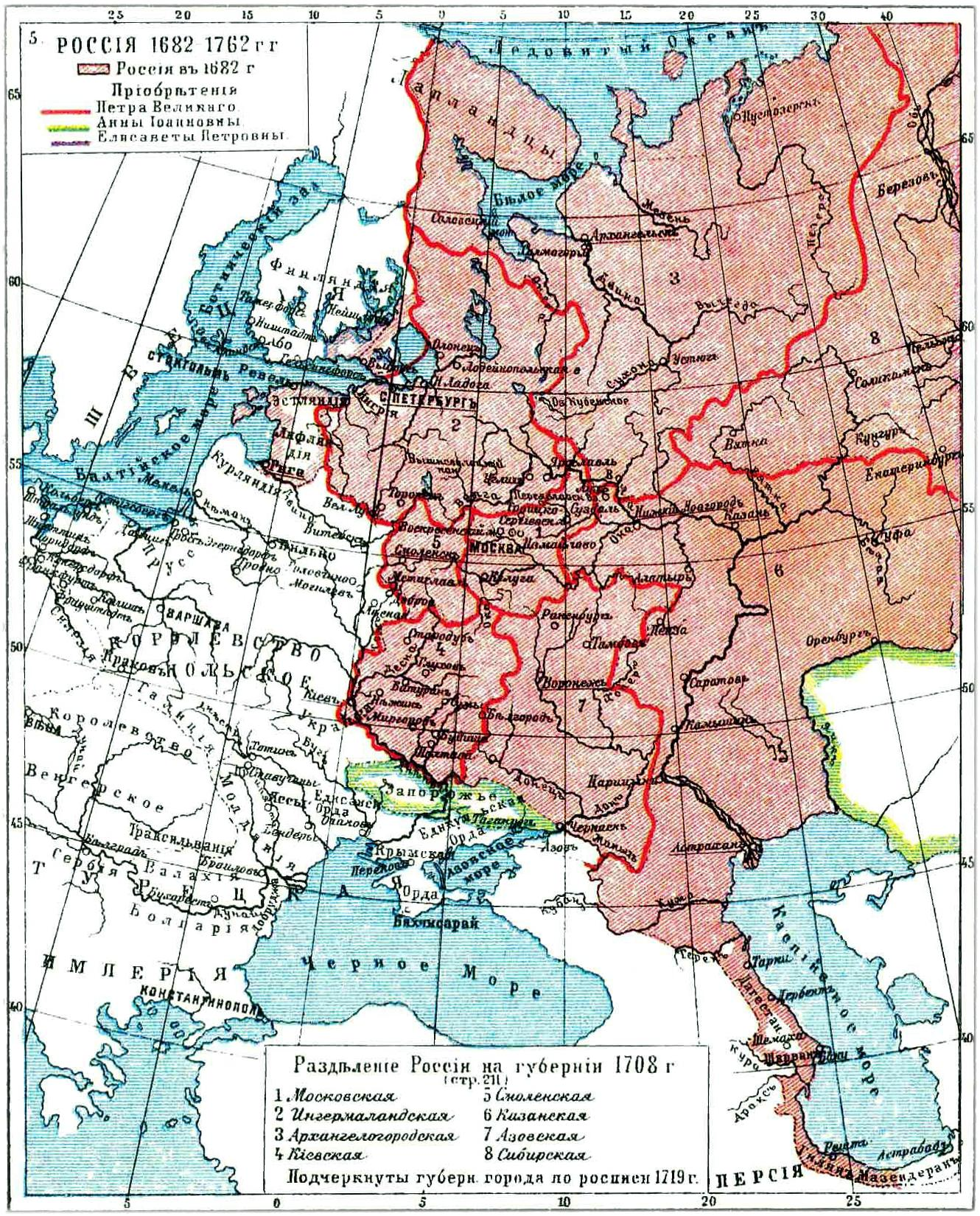
Onderverdeling van het Russische Rijk in goebernija's na 1708

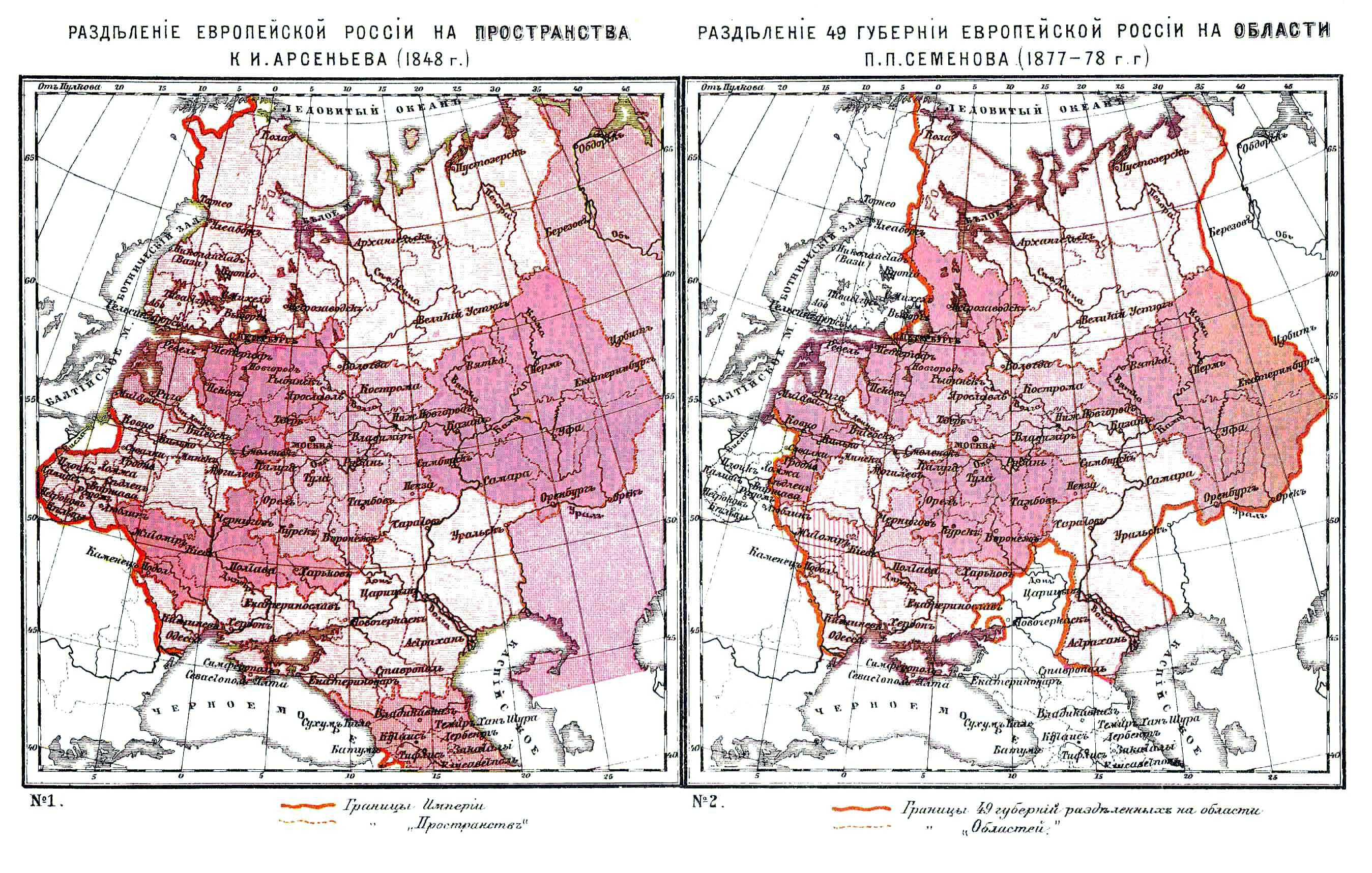
Het Russische Rijk in 1848 en 1878

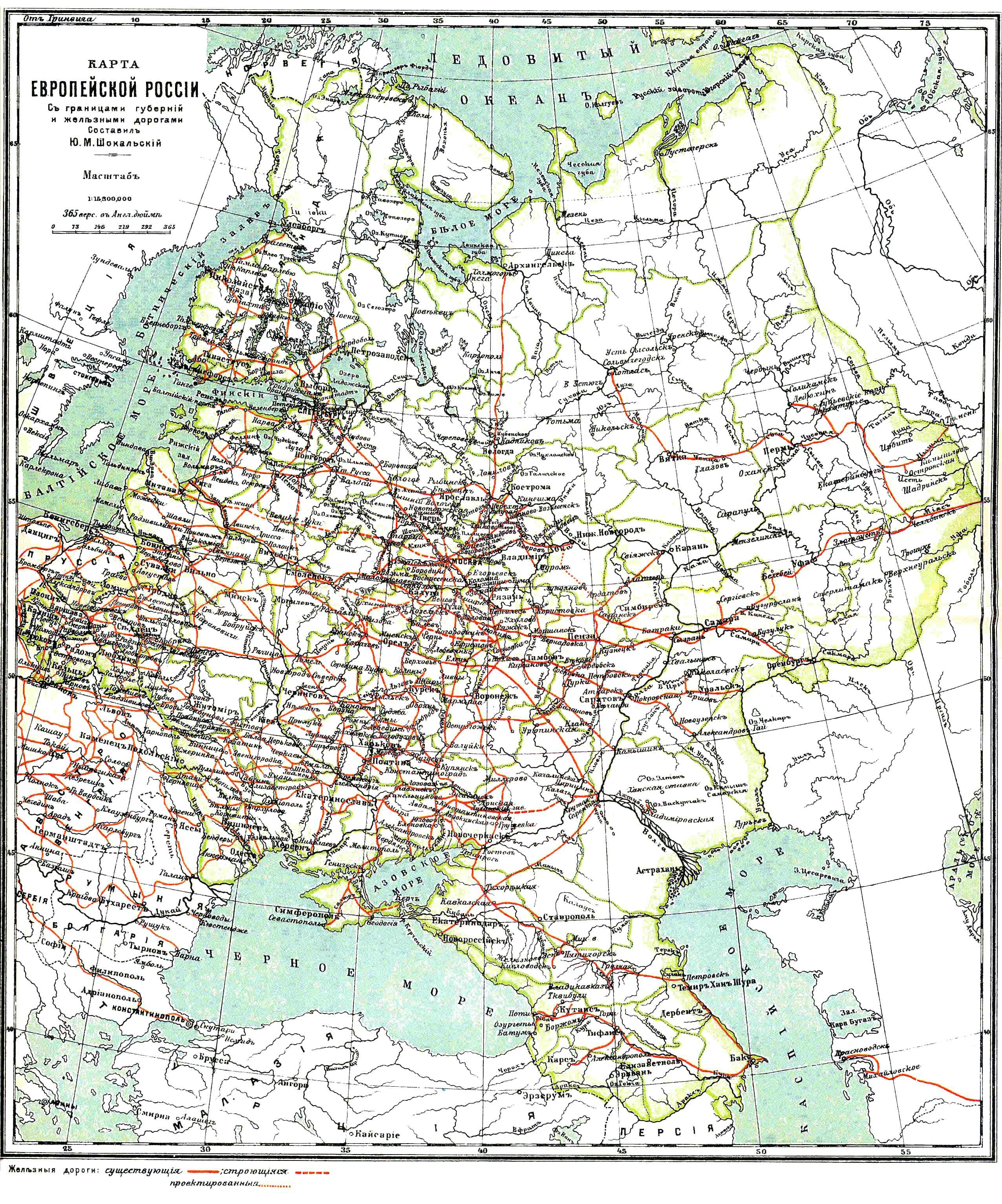
Europees Rusland begin 20e eeuw

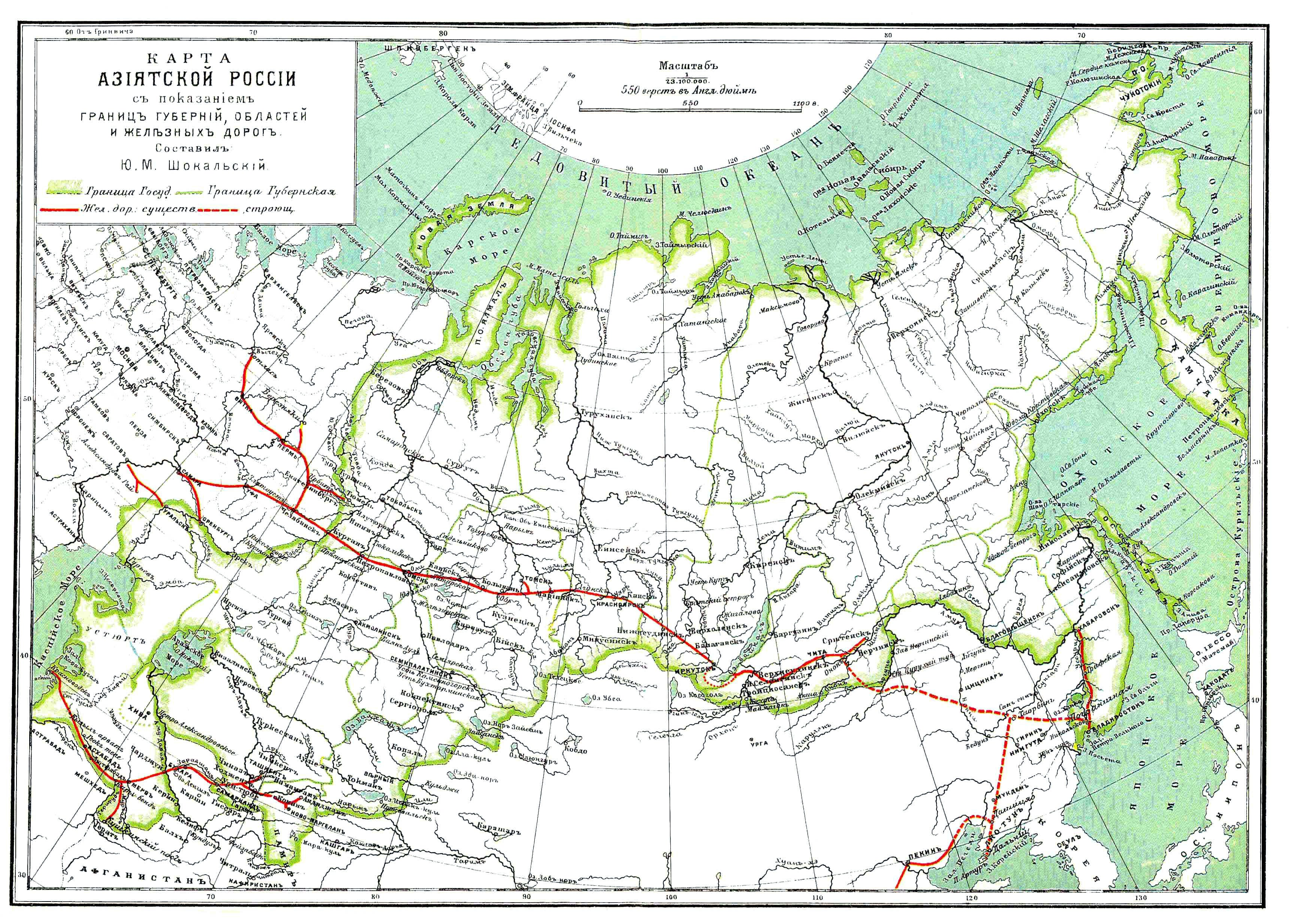
Aziatisch Rusland begin 20e eeuw

Goebernija (Russisch: губерния, goebernia) (ook wel gespeld als goebernia, goeberniia of goebernja) was een belangrijke bestuurlijke indelingsvorm binnen het Russische Rijk en wordt meestal vertaald als gouvernement of provincie. Een goebernija werd bestuurd door een gouverneur (губернатор; goebernator) een woord dat is afgeleid van ofwel het Latijnse gubernator of het Griekse kybernètes. De term goebernator werd soms gebruikt om informeel te verwijzen naar de bestuursplaats van een gouverneur.

## Ontstaan en bestuurlijke veranderingen
Deze bestuurlijke indelingsvorm werd gecreëerd door een oekaze (bevelschrift) van Peter de Grote op 18 december 1708 waarbij het Russische Rijk werd onderverdeeld in acht goebernija's. Dit waren de goebernija's 
Arkhangelgorod, Azov, Ingermanenland, Kazan, Kiev, Moskou, Siberie en Smolensk. Deze goebernija's hadden geen vaste grenzen, maar bestonden uit een aantal grote steden met de landerijen daaromheen.
Hiervoor was het rijk onderverdeeld in oejezden (districten) en volosten (rurale districten). In 1708 werden de goebernija's verder onderverdeeld in doli (доли; kavels). Een doli regeerde over 5536 dvors (hoven van knjazen). In 1719 werden de dolis weer afgeschaft en werden de goebernija's onderverdeeld in provincies (провинции), die weer werden onderverdeeld in districten (дистрикты). Provincies werden bestuurd door vojevoda's. Het idee om goebernija's onder te verdelen in provincies was overgenomen van de Zweedse en andere Europese bestuurlijke indelingsvormen. De districten werden ingesteld ter vervanging van de oejezden. In 1727 wensten de opvolgers van Peter de Grote niet door te gaan met het bestuurlijke systeem dat Peter de Grote had opgezet en werden de districten weer vervangen door de oejezden.
Bij de bestuurlijke hervormingen van 1775 werd de onderverdeling in goebernija's en oejezden in opdracht van Catharina de Grote opnieuw bepaald op basis van bevolkingsaantallen en werd het begrip "goebernija" vervangen door het meer Russische synoniem namestnitsjestvo (наместничество), wat soms wordt vertaald als "onderkoninkrijk". Dit werd gedaan met het doel om meer centraliteit te krijgen, vooral naar aanleiding van de Poegatsjov-opstand van Jemeljan Poegatsjov van 1773-1774. Er werden 40 goebernija's gesticht (later 51) met elk een inwoneraantal van 300.000 tot 400.000.
De benaming goebernija bleef echter ook in gebruik. De namestnitsjestvo's werden bestuurd door namestniks (наместник) (letterlijk: "afgevaardigde"), ook wel gouverneurs-generaal (генерал-губернатор) genoemd. Het daarmee corresponderende gebied werd aangeduid als gouvernement-generaal (генерал-губернаторство). Een gouverneur-generaal had meer macht en een hogere positie dan de eerdere gouverneurs. Een gouverneur-generaal bestuurde soms meerdere goebernija's.
Onder Paul I vaardigde de Russische Senaat op 31 december 1796 een oekaze uit waarmee de positie van gouverneur-generaal (namestnik) weer werd afgeschaft en het systeem van gouvernementen-generaal weer werd vervangen door goebernija's, die weer werden onderverdeeld in oejezden en volosten. In frontiergebieden bleven echter verschillende gouvernementen-generaal bestaan tot 1917.
Na de afschaffing van de Russische lijfeigenschap in 1861, ontstonden de zemstvo's, met lokaal zelfbestuur en met een autonome status, die 34 goebernija's bestuurden. In het begin van de 20e eeuw, na Bloederige Zondag, werden onder leiding van Pjotr Stolypin, geholpen door de Ochrana, deze vrijheden weer sterk ingeperkt.
Bij het uitbreken van de Russische Revolutie waren er 78 goebernija's.

## Na de Russische Revolutie
Na de Februarirevolutie hernoemde de Voorlopige Regering de gouverneurs tot goebernija commissarissen. Na de Oktoberrevolutie bleef deze indeling behouden, maar het bestuursapparaat werd vervangen door goebernija sovjets (губернский совет).
In de beginjaren van de Sovjet-Unie was het bestuurlijke systeem het onderwerp van frequente veranderingen, vooral tussen 1918 en 1929. In 1929 werd het goebernijasysteem uiteindelijk vervangen door het huidige bestuurlijke systeem van oblasten, krajs, okroegen en rayons.

## Huidige Rusland
In het huidige Rusland wordt de term "goebernija" niet meer gebruikt. Het woord goebernator wordt echter nog wel gebruikt voor gouverneurs van oblasten en krajs. De zeven federale districten die in 2000 werden opgericht, worden bestuurd door presidentiële afgevaardigden, die ook wel worden aangeduid als gouverneur-generaal.